# Lukasrand Tower
La Lukasrand Tower (antes conocida como John Vorster Tower) está ubicada en la colina Muckleneuk en el suburbio Lukasrand de Pretoria, Gauteng, Sudáfrica. La torre fue construida en 1978 y su propósito principal son las telecomunicaciones inalámbricas (por ejemplo, transmisión de microondas, telefonía móvil, etc.). También cuenta con una plataforma de observación. La torre está decorada con carteles de la marca Telkom SA. Durante un tiempo (desde septiembre de 2009 hasta antes de agosto de 2012), la torre también albergó un balón de fútbol de fibra de vidrio de 24 metros y ocho pisos de altura, para la Copa Mundial de Fútbol de 2010.